# نارسایی تنفسی

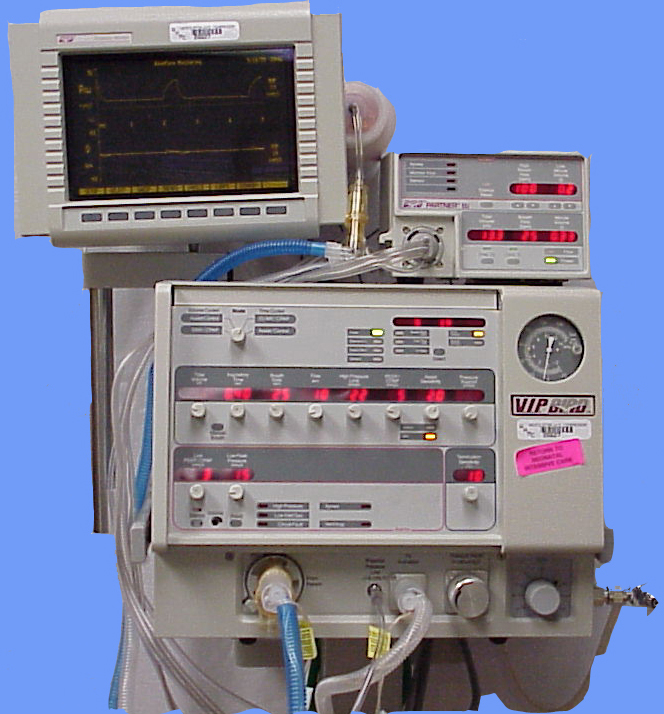
ونتیلاتور نوزاد برند VIP Bird.

نارسایی تنفسی به معنای عدم کفایت تبادل گازها به وسیله دستگاه تنفسی است که در نتیجه، سطح شریانی اکسیژن, دی اکسید کربن یا هر دو از محدوده نرمال خارج می‌شود. افت اکسیژن خون با اصطلاح هیپوکسمی شناخته می‌شود. افزایش سطح شریانی دی اکسید کربن نیز هیپرکاپنه خوانده می‌شود. بازه‌های نرمال عبارتند از:
فشارنسبی اکسیژن شریانی (PaO2) بیش از ۸۰ میلی‌متر جیوه (۱۱ کیلو پاسکال) و فشارنسبی دی اکسید کربن شریانی (PaCO2) کمتر از ۴۵ میلی‌متر جیوه (۶٫۰ کیلو پاسکال). نارسایی تنفسی براساس عدم وجود یا وجود هیپرکاپنه به ترتیب نارسایی تنفسی نوع I و نارسایی تنفسی نوع II خوانده می‌شود.

## انواع نارسایی تنفسی

### نوع I
نارسایی تنفسی نوع I با هیپوکسمی و عدم وجود هیپرکاپنه مشخص می‌شود. در عوض PaCO2 ممکن است نرمال یا طبیعی باشد.
علت اصلی این نوع از نارسایی تنفسی، عدم تناسب تهویه/خونرسانی (V/Q missmatch) است، به عبارتی حجم ورودی و خروجی هوای ریه با حجم خونی که به ریه‌ها می‌رسد متناسب نیست.
این نوع نارسایی تنفسی که به علت اختلال در اکسیژناسیون است با ویژگی‌های زیر مشخص می‌شود:
| PaO2   | کاهش یافته (<۶۰ میلی‌متر جیوه (۸٫۰ کیلوپاسکال))          |
| PaCO2  | نرمال یا کاهش یافته (<۵۰ میلی‌متر جیوه (۶٫۷ کیلوپاسکال)) |
| PA-aO2 | افزایش یافته                                            |
علت‌های این نوع نارسایی تنفسی عبارتند از:
- محتوای پایین اکسیژن محیط (مثلاً در ارتفاعات)
- اختلال تهویه/خونرسانی (مثلاً در آمبولی ریه)
- کاهش تهویه آلوئولی (مثلاً در بیماری‌های حاد عصبی-ماهیچه‌ای);این حالت می‌تواند به نارسایی نوع II نیز ختم شود.
- اختلال انتشار (دیفوزیون) که به دلیل درگیری پارانشیم, اکسیژن نمی‌تواند وارد مویرگ‌ها شود (مثلاً در پنومونی یا  ARDS )
- شانت (خون اکسیژن دار با خون غیر اکسیژنهٔ سیستم وریدی مخلوط می‌شود (مثلاً شانت راست به چپ).

### نوع II
هیپوکسی (PaO2 <8 kPa) همراه با هیپرکاپنه (PaCO2> 6.0 kPa).
نارسایی تنفسی نوع II با ویژگی‌های زیر مشخص می‌شود:
| PaO2   | کاهش یافته (<۶۰ میلی‌متر جیوه (۸٫۰ کیلوپاسکال))    |
| PaCO2  | افزایش یافته (> ۵۰ میلی‌متر جیوه (۶٫۷ کیلوپاسکال)) |
| PA-aO2 | نرمال                                             |
| pH     | کاهش یافته                                        |
نارسایی تنفسی نوع II به علت تهویه ناکافی آلوئولی ایجاد می‌شود. در این حالت اکسیژن و دی اکسید کربن، هر دو درگیر هستند و دی اکسید کربن تولید شده در بدن نمی‌تواند دفع شود. علل این نوع از نارسایی تنفسی عبارتند از:
- افزایش مقاومت راه‌های هوایی (بیماری ریوی انسدادی مزمن, آسم و خفگی)
- کاهش تلاش تنفسی (عوارض دارویی، ضایعه ساقه مغز و چاقی شدید)
- کاهش فضای تبادلی در ریه‌ها (مانند برونشیت مزمن)
- اختلالات عصبی-ماهیچه‌ای (سندرم گیلن-باره, میاستنی گراو و بیماری نورون‌های حرکتی)
  - قفسه سینه بدشکل(کیفواسکولیوز) یا سفت (اسپوندیلیت آنکیلوزان)

## درمان
درمان در موارد اورژانسی شامل رعایت اصول احیای قلبی-عروقی است.
درمان علت زمینه ساز ضروری است. لوله گذاری داخل نای (انتوباسیون اندوتراکئال) و تهویه مکانیکی در نارسایی شدید (PaO2 کمتر از ۵۰ میلی‌متر جیوه) ضروری است. محرک‌های تنفسی، از جمله دوکساپرام(Doxaparm) به ندرت استفاده می‌شوند. در نارسایی تنفسی ناشی از مسمومیت با داروهای آرامبخش، همچون مخدرها یا بنزودیازپین‌ها باید از پادزهر مناسب استفاده کرد. پادزهر مخدرها، نالوکسان و پادزهر بنزودیازپین‌ها فلومازنیل است.